# Premier Soccer League 2024-25
La Premier Soccer League 2024-25 fue la 29.ª temporada de la Premier Soccer League, la máxima división del fútbol de Sudáfrica. La temporada inició el 14 de septiembre de 2024 y terminó el 29 de mayo de 2025.

## Formato
La liga estuvo compuesta por 16 equipos, los cuales jugaron todos contra todos a dos vueltas sumando un total de 30 jornadas. Al finalizar la temporada el mejor equipo de la tabla general fue proclamado campeón y consiguió una plaza en la Liga de Campeones de la CAF 2025-26, mientras que el segundo clasificado también obtuvo un lugar en la máxima competición continental africana. Por su parte el tercer clasificado recibió una plaza en la Copa de Confederación de la CAF 2025-26.
Por otro lado, el último clasificado descendió a la Primera División de Sudáfrica, mientras que el penúltimo lugar de la temporada jugará un play-off de permanencia contra el segundo lugar de la categoría inferior.

## Equipos participantes

### Ascensos y descensos
| Pos. | Descendidos a Primera División de Sudáfrica 2023-24 |
| ---- | --------------------------------------------------- |
| 16.º | Cape Town Spurs                                     |

| Pos. | Ascendidos de Primera División de Sudáfrica 2023-24 |
| ---- | --------------------------------------------------- |
| 1.º  | Magesi                                              |

### Información sobre los equipos participantes
| Equipo            | Entrenador        | Ciudad                   | Estadio                | Capacidad |
| ----------------- | ----------------- | ------------------------ | ---------------------- | --------- |
| AmaZulu           | Arthur Zwane      | Durban                   | Moses Mabhida          | 55,500    |
| Cape Town City    | Muhsin Ertuğral   | Ciudad del Cabo          | Ciudad del Cabo        | 55,000    |
| Chippa United     | Thabo September   | Gqeberha                 | Nelson Mandela Bay     | 48,459    |
| Golden Arrows     | Manqoba Mngqithi  | Clermont, Durban         | Sugar Ray Xulu         | 12,000    |
| Kaizer Chiefs     | Nasreddine Nabi   | Soweto, Johannesburgo    | FNB Stadium            | 94,736    |
| Magesi            | Owen Da Gama      | Moletši                  | TT Cholo Sports Ground | 15,000    |
| Mamelodi Sundowns | Miguel Cardoso    | Marabastad, Pretoria     | Loftus Versfeld        | 51,762    |
| Marumo Gallants   | Dan Malesela      | Polokwane                | Peter Mokaba           | 45,500    |
| Orlando Pirates   | José Riveiro      | Soweto, Johannesburgo    | Orlando                | 37,319    |
| Polokwane City    | Phuti Mohafe      | Polokwane                | Antiguo Peter Mokaba   | 15,000    |
| Richards Bay      | Vacante           | Richards Bay             | Richards Bay           | 8,000     |
| Royal AM          | John Maduka       | Chatsworth               | Chatsworth             | 6,500     |
| Sekhukhune United | Lehlohonolo Seema | Polokwane                | Peter Mokaba           | 45,500    |
| Stellenbosch      | Steve Barker      | Stellenbosch             | Danie Craven           | 8,000     |
| SuperSport United | Gavin Hunt        | Atteridgeville, Pretoria | Lucas Moripe           | 28,900    |
| TS Galaxy         | Vacante           | Mbombela                 | Mbombela               | 40,929    |

## Desarrollo

### Clasificación
| Pos. | Equipo                | Pts. | PJ | G  | E  | P  | GF | GC | Dif. | Clasificación o descenso 2025-26 |
| ---- | --------------------- | ---- | -- | -- | -- | -- | -- | -- | ---- | -------------------------------- |
| 1    | Mamelodi Sundowns (C) | 73   | 28 | 24 | 1  | 3  | 65 | 13 | +52  | Liga de Campeones de la CAF      |
| 2    | Orlando Pirates       | 61   | 28 | 19 | 4  | 5  | 43 | 20 | +23  | Liga de Campeones de la CAF      |
| 3    | Stellenbosch          | 48   | 28 | 13 | 9  | 6  | 34 | 21 | +13  | Copa Confederación de la CAF     |
| 4    | Sekhukhune United     | 46   | 28 | 13 | 7  | 8  | 39 | 31 | +8   |                                  |
| 5    | TS Galaxy             | 35   | 28 | 8  | 11 | 9  | 30 | 30 | 0    |                                  |
| 6    | AmaZulu               | 35   | 28 | 10 | 5  | 13 | 29 | 34 | −5   |                                  |
| 7    | Polokwane City        | 34   | 28 | 8  | 10 | 10 | 19 | 25 | −6   |                                  |
| 8    | Richards Bay          | 33   | 28 | 9  | 6  | 13 | 19 | 26 | −7   |                                  |
| 9    | Kaizer Chiefs         | 32   | 28 | 8  | 8  | 12 | 25 | 32 | −7   | Copa Confederación de la CAF     |
| 10   | Marumo Gallants       | 32   | 28 | 8  | 8  | 12 | 26 | 39 | −13  |                                  |
| 11   | Chippa United         | 31   | 28 | 8  | 7  | 13 | 22 | 28 | −6   |                                  |
| 12   | Golden Arrows         | 31   | 28 | 7  | 10 | 11 | 20 | 32 | −12  |                                  |
| 13   | Magesi                | 31   | 28 | 8  | 7  | 13 | 19 | 31 | −12  |                                  |
| 14   | SuperSport United     | 27   | 28 | 6  | 9  | 13 | 18 | 30 | −12  |                                  |
| 15   | Cape Town City (D)    | 27   | 28 | 7  | 6  | 15 | 15 | 31 | −16  | Promoción de permanencia         |
| 16   | Royal AM (E)          | 0    | 0  | 0  | 0  | 0  | 0  | 0  | 0    | Expulsado de la liga             |

Actualizado a los partidos jugados el 29 de mayo de 2025.
 Fuente: SoccerWay
Criterios de clasificación: Puntos · Enfrentamientos directos · Diferencia de goles · Goles a favor · Puntos fair-play · Play-off.
Notas:
1. ↑  El Kaizer Chiefs se clasificó a la Copa Confederación de la CAF como ganador de la Copa de Sudáfrica.
2. ↑  En abril de 2025 el Royal AM fue expulsado de la liga por el comité de competición formado por los otros 15 clubes de la Premier Soccer League y los 16 equipos de la Primera División de Sudáfrica.[4] El equipo había dejado de disputar sus juegos desde diciembre de 2024 debido a una orden gubernamental que bloqueó la participación de esta escuadra por impago de impuestos. Todos los resultados generados por los once partidos disputados por el equipo en esta temporada fueron eliminados.

### Resultados
| Local \ Visitante | AMA | CTC | CHI | GOL | KAI | MAG | MAM | MAR | ORL | POL | RIC | SEK | STE | SUP | TSG |
| ----------------- | --- | --- | --- | --- | --- | --- | --- | --- | --- | --- | --- | --- | --- | --- | --- |
| AmaZulu           | —   | 2–0 | 2–0 | 0–0 | 1–3 | 3–0 | 0–1 | 2–0 | 1–1 | 1–1 | 1–0 | 0–2 | 0–5 | 2–1 | 1–2 |
| Cape Town City    | 0–1 | —   | 0–2 | 1–1 | 1–0 | 0–0 | 0–2 | 0–1 | 1–0 | 1–0 | 2–1 | 1–2 | 0–0 | 1–0 | 1–1 |
| Chippa United     | 2–1 | 0–1 | —   | 2–0 | 0–0 | 2–0 | 0–3 | 2–2 | 0–1 | 2–0 | 1–0 | 0–1 | 0–2 | 0–0 | 2–1 |
| Golden Arrows     | 0–1 | 3–2 | 0–0 | —   | 2–1 | 0–1 | 1–1 | 2–0 | 1–2 | 0–0 | 0–1 | 3–2 | 0–3 | 0–0 | 1–1 |
| Kaizer Chiefs     | 2–2 | 0–0 | 1–0 | 0–1 | —   | 1–0 | 1–2 | 1–2 | 1–2 | 0–0 | 2–1 | 1–0 | 2–1 | 1–4 | 1–1 |
| Magesi            | 0–1 | 2–0 | 1–4 | 1–0 | 2–2 | —   | 1–2 | 1–1 | 0–1 | 0–2 | 1–0 | 1–1 | 1–0 | 1–0 | 2–1 |
| Mamelodi Sundowns | 2–0 | 3–0 | 3–0 | 4–0 | 1–0 | 2–0 | —   | 4–1 | 4–1 | 2–0 | 3–0 | 3–0 | 3–0 | 2–0 | 4–1 |
| Marumo Gallants   | 1–0 | 1–0 | 1–1 | 1–1 | 1–2 | 3–1 | 1–3 | —   | 2–0 | 0–0 | 0–0 | 1–2 | 0–1 | 1–1 | 1–1 |
| Orlando Pirates   | 2–1 | 2–1 | 2–1 | 3–0 | 1–0 | 1–1 | 2–1 | 8–1 | —   | 3–0 | 1–0 | 0–1 | 0–1 | 2–0 | 1–1 |
| Polokwane City    | 2–1 | 0–2 | 1–0 | 0–1 | 2–0 | 0–1 | 1–0 | 1–0 | 0–1 | —   | 3–1 | 1–1 | 1–1 | 1–1 | 1–1 |
| Richards Bay      | 1–3 | 1–0 | 0–0 | 0–0 | 2–0 | 0–0 | 0–2 | 2–1 | 0–1 | 2–0 | —   | 2–1 | 0–0 | 0–1 | 1–0 |
| Sekhukhune United | 4–2 | 1–0 | 1–1 | 2–0 | 1–1 | 1–0 | 2–4 | 1–0 | 1–2 | 2–0 | 2–0 | —   | 1–2 | 1–1 | 1–3 |
| Stellenbosch      | 1–0 | 3–0 | 1–0 | 0–2 | 0–1 | 2–1 | 0–1 | 1–0 | 0–0 | 1–1 | 1–1 | 1–1 | —   | 2–1 | 1–1 |
| SuperSport United | 0–0 | 0–0 | 2–0 | 1–1 | 1–0 | 1–0 | 0–3 | 0–1 | 0–1 | 0–1 | 0–2 | 0–3 | 1–1 | —   | 1–0 |
| TS Galaxy         | 1–0 | 2–0 | 1–0 | 2–0 | 1–1 | 0–0 | 1–0 | 1–2 | 0–2 | 0–0 | 0–1 | 1–1 | 2–3 | 3–1 | —   |

## Promoción de permanencia
La promoción de permanencia es un mini-torneo en el que participan el penúltimo clasificado de la Premier Soccer League junto con los equipos que finalizaron en segundo y tercer lugar en la Primera División de Sudáfrica. Los tres equipos juegan todos contra todos dos veces sumando un total de cuatro partidos en seis jornadas, el primer clasificado de este mini-torneo conseguirá la última plaza para la siguiente edición de la Premier Soccer League.
| Pos. | Equipo             | Pts. | PJ | G | E | P | GF | GC | Dif. | Clasificación o descenso 2025-26   |
| ---- | ------------------ | ---- | -- | - | - | - | -- | -- | ---- | ---------------------------------- |
| 1    | Orbit College (A)  | 8    | 4  | 2 | 2 | 0 | 2  | 0  | +2   | Ascenso a la Premier Soccer League |
| 2    | Cape Town City (D) | 3    | 4  | 0 | 3 | 1 | 2  | 3  | −1   | Descenso a la Primera División     |
| 3    | Casric Stars       | 3    | 4  | 0 | 3 | 1 | 2  | 3  | −1   |                                    |

Actualizado a los partidos jugados el 30 de junio de 2025.
 Fuente: BeSoccer
Criterios de clasificación: Puntos · Enfrentamientos directos · Diferencia de goles · Goles a favor · Puntos fair-play · Play-off.

## Máximos goleadores
Actualizado el 29 de mayo de 2025.
| Pos. | Jugador             | Club              | Goles |
| ---- | ------------------- | ----------------- | ----- |
| 1    | Lucas Ribeiro Costa | Mamelodi Sundowns | 16    |
| 2    | Iqraam Rayners      | Mamelodi Sundowns | 14    |
| 3    | Arthur Sales        | Mamelodi Sundowns | 8     |
| 3    | Devin Titus         | Stellenbosch      | 8     |
| 3    | Dženan Zajmović     | TS Galaxy         | 8     |